# Пистер, Герман
Герман Франц Йозеф Пистер (нем. Hermann Franz Josef Pister; 21 февраля 1885, Любек, Германская империя — 28 сентября 1948, Ландсбергская тюрьма) — оберфюрер СС, комендант концлагерей Бухенвальд и Хинцерт.

## Биография
Герман Пистер родился 21 февраля 1885 года в семье финансового секретаря. Вырос в Швейцарии. После окончания средней школы был принят на службу в имперский флот, в котором оставался до 1910 года. После этого он сначала был безработным, а потом посещал торговую школу и с 1912 года работал полицейским в Брухзале. Будучи вице-фельдфебелем на флоте, Пистер принимал участие в Первой мировой войне. После войны получил образование в области торговли, вследствие чего стал продавцом и впоследствии директором автосалона. 1 февраля 1932 года вступил в НСДАП (билет № 918391), однако из-за нерегулярных выплат членских взносов вновь вступил в нацистскую партию в 1934 году. В 1932 году был зачислен в ряды СС (№ 29892). В том же году возглавил моторизованную эскадрилью СС 32-го штандарта СС. В середине 1930-х годов был референтом моторизованных полков оберабшнита «Юг», а в 1939 году стал начальником отдела имперского руководства моторизованными подразделений СС в Берлине. В 1939 году Генрих Гиммлер, заметивший Пистера на параде автомобильной техники, назначил его своим шофёром.
С октября 1939 года в составе охранного штаба Организации Тодта был начальником воспитательно-трудовых лагерей, где был ответственным за организацию и наблюдение за «дисциплинарным обращением» принудительных рабочих, использовавшихся на линии Зигфрида и в строительстве имперских автобанов. После окончания Западной кампании в 1940 году основал и возглавил специальный лагерь СС Хинцерт, который с июля 1941 года был подчинён инспекции концлагерей.
С 21 января 1942 года стал комендантом концлагеря Бухенвальд. При его руководстве в лагере проводились псевдомедицинские эксперименты. С 1942 года в связи с ростом числа заключённых ухудшилась ситуация со снабжением и условия содержания в лагере. В апреле 1945 года в связи с приближающимся концом войны Пистер приказал провести эвакуацию Бухенвальда, в результате которой приблизительно 38 000 человек были отправлены маршем смерти из Бухенвальда в концлагеря Дахау, Флоссенбюрг и Терезиенштадт. Староста лагеря Ганс Эйден смог убедить Пистера передать лагерь заключенным, указав на его обязанность заботиться о заключенных — особенно немецких. 13 апреля, через два дня после того, как Пистер и ведущий персонал лагеря покинули Бухенвальд, армия США наконец достигла главного лагеря, где оставалось около 21 000 заключенных. 15 или 16 апреля Пистер вместе с другими комендантами участвовал в совещании в Ораниенбурге, на которой обсуждалась эвакуация заключённых из концлагерей Дахау, Маутхаузен и Флоссенбюрг в Тироль.

### После войны
13 июня 1945 года был арестован в окрестностях Мюнхена американскими войсками. С 11 апреля 1947 года проходил обвиняемым на Главном Бухенвальдском процессе. 14 августа 1947 года был признан виновным и приговорён к смертной казни через повешение. 28 сентября 1948 года Пистер умер от сердечного приступа в Ландсбергской тюрьме до приведения приговора в исполнение.